# Ilha Acarabu
A ilha Acarabu é uma ilha fluvial que se localiza na confluência dos rios Negro e Marié, no estado do Amazonas, no Brasil.

## Topônimo
"Acarabu" é um termo de origem tupi que significa "barulho dos carás" pela junção de akará (cará) e pu (barulho).